# Jet Li
Jet Li, född Li Lianjie den 26 april 1963 i Peking, är en kinesisk kung fu-utövare, skådespelare och wushumästare. Han gjorde sin första filmroll 1982 i filmen Shaolin Temple och har senare medverkat i fler kritikerrosade kampsportfilmer, bland annat Once Upon a Time in China-serien. Sin första roll i en Hollywood-film hade han i Dödligt vapen 4 (1998) och sin första huvudroll i Romeo Must Die (2000). Jet Li har fortsatt att medverka i flera amerikanska actionfilmer – senast tillsammans med Jackie Chan i The Forbidden Kingdom (2008) och i Mumien: Drakkejsarens grav med Brendan Fraser. Under nittiotalet ansökte Jet Li om amerikanskt medborgarskap och bosatte sig i Los Angeles för att lättare kunna skapa sig en Hollywood-karriär; sommaren 2009 bytte han återigen medborgarskap och bostadsort till Singapore. Anledningen sägs vara att Jet Li vill låta sina döttrar få en västerländsk utbildning kombinerad med en traditionell kinesisk utbildning.

## Biografi
Jet Li är sedan slutet av 1990-talet gift med den Shanghai-födda Hongkong-skådespelerskan Nina Li Chi (född Li Zhi) som han har två barn med. Han har även två barn med sin tidigare fru Huang Qiuyan. Jet Li är buddhist med inriktningen vajrayana (tibetansk buddhism).
Under tsunamikatastrofen 2004 befann sig Jet Li tillsammans med sin dotter på Maldiverna. Han kom undan med en mindre fotskada.

### Wushu
Jet Li började träna den kinesiska kampsporten wushu vid Beijing Wushu Academy när han var åtta år gammal. Som elvaåring gick han med i det nybildade Beijing Wushu Team och började tävla på en nationell nivå. Samma år vann han även guld i kinesiska mästerskapet i Wushu för herrar (fri stil). Han hade då hunnit fylla tolv. Han försvarade positionen som mästare de följande fyra åren, fram till 1979, då han skadade sitt knä genom att utföra en spark som kallas "Jump inside kick to split", vilket fick till följd att han lämnade Beijing Wushu Team. Li vann sammanlagt 15 guldmedaljer och en silvermedalj i de kinesiska mästerskapen i Wushu. Hans framgångar gjorde att Kina deklarerade honom som en "nationell skatt".

### Film
Efter knäskadan blev Li erbjuden mängder av filmroller, bland dessa "Shaolinsi" (Shaolintemplet). För filmen fick han motsvarande 700 dollar. Detta kan jämföras med 7,5 miljoner dollar som han fick för filmen "The One", som blev en enorm succé. Därefter gjorde Jet Li ytterligare 25 lyckade filmer innan han provade lyckan i USA.
Första amerikanska filmrollen var som skurk i Dödligt vapen 4, där han bland annat spelade emot Mel Gibson, Danny Glover och Chris Rock. Därefter blev han erbjuden rollen som Li Mu Bai i Ang Lees succé "Crouching Tiger, Hidden Dragon", vilken han dock tackade nej till. Rollen gick till Chow Yun-Fat.
Istället tog Jet Li sig an rollen som Han Sing i "Romeo Must Die", där han spelade emot bland andra Aaliyah, DMX, och Delroy Lindo. Under filminspelningen meddelade han att han skulle gifta sig med sin flickvän, Nina Li Chi. De gifte sig i september 1999. Efter Romeo Must Die, medverkade han i ett flertal mer eller mindre stora filmer, däribland Kiss of the Dragon (2001), The One (2001), Hero (2002) och Cradle 2 the Grave (2003), där han åter spelade emot DMX.
Efter Cradle to the Grave medverkade han i den franska filmen Danny the Dog (2005) som producerades av Luc Besson. Han gjorde rösten till Kit Yun i TV-spelet Rise of Honor (2003). Han spelade också i den tredje filmen Mumien: Drakkejsarens grav tillsammans med Brendan Fraser och Michelle Yeoh.
Under 2007 spelades filmen The Forbidden Kingdom in där Jet Li för första gången spelade tillsammans med Jackie Chan.

## Filmografi (urval)
| År   | Titel                                                                                      | Roll                               | Anmärkning                                                        |
| ---- | ------------------------------------------------------------------------------------------ | ---------------------------------- | ----------------------------------------------------------------- |
| 1982 | Shaolin Temple (少林寺 Shao Lin Si)                                                        | Jueh Yuan (覺遠)                   |                                                                   |
| 1983 | Shaolin Temple 2: Kids from Shaolin (少林小子 Shao Lin Xiao Zi)                            | San Lung                           |                                                                   |
| 1986 | Born to Defence                                                                            | Jet                                | Jet Lis regissörsdebut                                            |
| 1986 | Shaolin Temple 3: Martial Arts of Shaolin (南北少林 Nan Bei Shao Lin)                      | Zhi Ming                           |                                                                   |
| 1988 | Dragon Fight (龍在天涯 Long Zai Tian Ya)                                                   | Jimmy Lee                          |                                                                   |
| 1989 | The Master                                                                                 | Jet                                |                                                                   |
| 1991 | Once Upon a Time in China (黃飛鴻 Huang Fei Hong)                                          | Huang Fei Hong                     |                                                                   |
| 1991 | Swordsman II (笑傲江湖之東方不敗 Xiao Ao Jiang Hu Zhi Dong Fang Bu Bai)                    | Ling Hu Cong                       |                                                                   |
| 1992 | Once Upon a Time in China II (黃飛鴻之二男兒當自强 Huang Fei Hong 2: Nan er dang zi qiang) | Huang Fei Hong                     |                                                                   |
| 1993 | Tai Ji Master (太極張三豐 Tai Ji Zhang San Feng)                                           | Junbao                             | Även Twin Warriors (USA)                                          |
| 1993 | Fong Sai Yuk (方世玉 Fong Shi Yu)                                                          | Fang Shi Yu                        | Även The Legend                                                   |
| 1993 | Fang Sai Yuk II                                                                            | Fang Shi Yu                        | Även The Legend 2                                                 |
| 1993 | The Evil Cult (倚天屠龍記之魔教教主 Yi tian tu long ji zhi mo jiao jiao zhu)               | Zhang Wu Ji                        | Även The Kung Fu Cult Master, Lord Of The Wu Tang, Kung Fu Master |
| 1993 | Last Hero in China (黃飛鴻之鐵雞斗蜈蚣 Wong Fei-Hung zhi tie ji dou wu gong)               | Wong Fei Hung                      | Även Claws of Steel, Deadly China Hero                            |
| 1993 | Once Upon a Time in China III                                                              | Huang Fei Hong                     |                                                                   |
| 1994 | The Bodyguard From Beijing                                                                 | Allan Hui Ching-yeung/John Chang   | Även The Defender, Zhong Nan Hai bao biao                         |
| 1994 | Fist of Legend (精武英雄 Jing Wu Ying Xiong)                                               | Chen Zhen                          |                                                                   |
| 1994 | Legend of the Red Dragon (洪熙官之少林五祖 Hong Xi Guan Zhi Shaolin Wu Zu)                 | Hung Hei-Kwun                      | Även The New Legend of Shaolin                                    |
| 1995 | High Risk (鼠胆龍威)                                                                       | Kit Li                             | Även Meltdown                                                     |
| 1995 | My Father is a Hero (給爸爸的信 Gei Baba De Xin)                                           | Kung Wei                           | Även The Enforcer, Letter to Daddy                                |
| 1996 | Black Mask (黑俠 Hei Shia)                                                                 | Michael/Simon/Tsui Chik/Black Mask | Släppt 1999 i USA                                                 |
| 1996 | Dr. Wai in "The Scripture with No Words" (冒險王 Mao Xian Wong)                            | Chow Si-Kit                        | Även Adventure King, The Scripture with No Words                  |
| 1997 | Once Upon a Time in China VI (黃飛鴻之西域雄獅)                                            | Huang Fei-Hong                     | Även Once Upon a Time in China and America                        |
| 1998 | Dödligt vapen 4                                                                            | Wah Sing Ku                        |                                                                   |
| 1998 | Hitman                                                                                     | Fu                                 | Även The Hitman, The Contract Killer                              |
| 2000 | Romeo Must Die                                                                             | Han Sing                           |                                                                   |
| 2001 | The One                                                                                    | Gabe Law/Gabriel Yulaw/laglös      |                                                                   |
| 2001 | Kiss of the Dragon                                                                         | Liu Jian                           |                                                                   |
| 2002 | Hero (英雄 Ying Xiong)                                                                     | Namnlös                            |                                                                   |
| 2003 | Cradle 2 the Grave                                                                         | Su                                 |                                                                   |
| 2005 | Unleashed                                                                                  | Danny                              | Även Danny The Dog                                                |
| 2006 | Fearless (霍元甲 Huo Yuan Jia)                                                             | Huo Yuanjia                        | Även Legend of a Fighter                                          |
| 2007 | The Warlords (投名狀 Tou Ming Zhuang)                                                      | Pang Qing Yun                      |                                                                   |
| 2007 | War                                                                                        | Rogue                              | Även "Rogue Assassin" eller "Rogue"                               |
| 2008 | The Forbidden Kingdom (功夫之王 Gong Fu Zhi Wang)                                          | Sun Wukong                         |                                                                   |
| 2008 | Mumien: Drakkejsarens grav                                                                 | Hankejsaren                        |                                                                   |
| 2010 | The Expendables                                                                            | Yin Yang                           |                                                                   |
| 2010 | Ocean Heaven                                                                               | Sam Wong                           |                                                                   |
| 2011 | The Sorcerer and the White Snake                                                           | Reverend Fahai                     |                                                                   |
| 2011 | Flying Swords of Dragon Gate                                                               | Chow Wai On                        |                                                                   |
| 2012 | The Expendables 2                                                                          | Yin Yang                           |                                                                   |
| 2013 | Badges of Fury                                                                             | Huang Feihong                      |                                                                   |
| 2014 | The Expendables 3                                                                          | Yin Yang                           |                                                                   |